# Info Norden
Info Norden er Nordisk Ministerråds informationstjeneste for privatpersoner, der ønsker at arbejde, flytte, studere, rejse eller etablere sig i Norden.
På Info Nordens websider findes information om alt fra jobsøgning, uddannelsessystemer og boligforhold til sygeforsikring, skatteforhold og regler for barselsorlovsregler i de fem nordiske lande samt Færøerne, Grønland og Åland. Informationen findes på dansk, engelsk,  finsk, islandsk, norsk og svensk.
Via hjemmesiden kan man stille spørgsmål direkte til nationale medarbejdere, som hjælper med at finde den relevante information og henvise til de rette myndigheder.
Tjenesten spiller en vigtig rolle i arbejdet med at fjerne grænsehindringer mellem de nordiske lande. Projektet identificerer og analyserer de problemer og informationsbrister, som borgere og virksomheder støder på, når de bevæger sig i Norden. Problemerne rapporteres til Nordisk Ministerråd.
Tjenesten oprettet i 1998 som en telefontjeneste med base i Stockholm under navnet "Hallo Norden". Siden er der oprettet kontorer i København, Helsingfors, Oslo, Reykjavik, Thorshavn, Nuuk og Mariehamn. Tjenestens websider blev lanceret i 2001. Hallo Norden skiftede navn til "Info Norden" i 2019.  